# Rudolf Neumeister
Rudolf Neumeister (n. 10 aprilie 1822, Sonnefeld (Turingia) - d. 7 septembrie 1909, Groß Salze) a fost un pastor luteran, educator, pedagog, meditator și profesor de limba germană la Colegiul Sfântul Sava din București. Între 1846 și 1867, Rudolf Neumeister a fost pastor la Biserica luterană din București, care număra circa 2500 de enoriași. Pastorul Rudolf Neumeister s-a ocupat de ridicarea acestei noi biserici între anii 1851-1853. Cu cei 36 de metri ai săi, biserica a fost cea mai înaltă clădire din București la acel moment.
Rudolf Neumeister, pentru prima oară, a pus Tezaurul de la Pietroasa în conexiune cu momentele importante care s-au derulat în secolul al IV-lea în istoria universală. El a fost cel care a enunțat pentru prima oară teza atribuirii comorii lui Athanaric, conducătorul vizigoților, care a trecut prin teritoriile care compun astăzi România. Ipoteza a fost preluată de Alexandru Odobescu, cel care a făcut o pasiune din cercetarea tezaurului, fapt pentru care a publicat monografia Le Trésor de Pétrossa apărută în perioada 1889 - 1900.

## Biografie
Rudolf Neumeister s-a născut la 10 aprilie 1822 în Sonnefeld (Turingia) în familia unui diacon ce era nepotul unui pastor evanghelic. Mama provenea și ea dintr-o familie de clerici. Familia a mai avut un fiu, pe Robert, care s-a ocupat cu negustoria la București. Rudolf a urmat cursurile de teologie ale Universității din Jena.
La vârsta de douăzeci și doi de ani, în 1844, Rudolf a venit la București la inițiativa a doi librari, soț și soție, Friedrich Wallbaum, din Weimar, și Louise Greising, din Brașov. Cei doi aveau nevoie de un teolog să-l mediteze pentru o perioadă de doi ani pe fiul lor. Ca urmare, Neumeister a sosit la București în 1844 și a locuit aici până în anul 1867, mai bine de douăzeci de ani. O parte a drumului pe care l-a parcurs a fost pe Dunăre de la Turnu Severin la Giurgiu. Pe timpul călătoriei s-a cunoscut cu ceasornicarul Manolachi Nicolaevici. Despre Țara Românească nu cunoaștea mare lucru, ci doar pe Adolph Grünau, un student poreclit Turcul care venise din Göttingen, și care i-a devenit ulterior cumnat.
Friedrich Wallbaum era asociat cu vienezul Wirterhalter, prieten cu C.A. Rosetti, care a devenit ulterior cetățean român cu numele de Iernescu, și cu Rudolph Thierry, tot din Brașov. Wirterhalter era poet și a publicat un volum de versuri intitulat Flori de mărăcini. Neumeister credea despre el că putea deveni foarte ușor ministrul Cultelor. În 1844 soția lui Wirterhalter a decedat, el rămânând cu două fete, Dorina și Minna. În casa lui Wallbaum lucra și litograful Wehrich și un tipograf „Om” (Ohm). Aici veneau personaje importante ale epocii, așa cum erau Petrache Poenaru, austriacul Timoni împreună cu diplomatul Neugebauer, medicul Zucker (din Regensburg) și medicul Georg Grünau (din Göttingen) cu care Neumeister s-a înrudit. Mai veneau profesorul de limba latină Georg Hill din Râșnov, pastorul ardelean de la Biserica luterană din București, ungurul Ludwig Kuntz, profesorul Martin Binder, violonistul brașovean Binder care a fost cel de-al doilea elev al lui Neumeister, medicul brașovean Widmann și doctorul Lucaciu. După doi ani, în 1846, Wallbaum a vândut casa și s-a reîntors la Brașov.
Între 1846 și 1867 Rudolf Neumeister a fost pastor la Biserica luterană din București, care număra circa 2500 de enoriași.  Pastorul Rudolf Neumeister  s-a ocupat de ridicarea acestei noi biserici între anii 1851-1853. Cu cei 36 de metri ai săi, biserica a fost cea mai înaltă clădire din București la acel moment. 
Cu ocazia marelui incendiu din București din 1847, pastorul Rudolf Neumeister a făcut parte dintr-o comisie de ajutorare a victimelor cu Bossel, Evreul Filderman și mai mulți ruși.
În anul 1847 Rudolf Neumeister s-a căsătorit cu Albertine Grünau. Este anul în care îi meditează pe copiii consului german Carl von Kotzebue - Ernest, August și Zoe. Ernest Kotzebue, fratele lui Carl era căsătorit cu o cantacuzină și era traducător de literară românească. Medicul Meyer al domnitorului Gheorghe Bibescu l-a invitat pe Neumeister,  în vara lui 1847, să facă o poezie în limba germană care să fie prezentată la o sărbătoare domnească de la Băneasa. Poezia a fost porezentată de fiica medicului, Matilda Meyer, și de fiica, Luisa, a spițerului (farmacist) curții Friederich Extel. Neumeister a fost un apropiat al consulului Kotzebue și a omului de afaceri al consulatului, Grecul Ioanidi. Anul 1848 a debutat cu epidemia de holeră și cu Revoluția Română din 1848. August Kotzebue a murit de tifos în Războiul Crimeii, apoi a decedat Carl Kotzebue, soția lui Carl, din neamul Koskü, a orbit, Zoe s-a îmbolnăvit de ochi și Ernest a devenit diplomat.
Pastorul luteran a meditat tineri din marile familii din București, așa cum au fost familia Conduratu, Fălcoianu, Bărcănescu, Cantacuzino, Gramont, Mihăilescu, Niculescu, Lăcusteanu, Marsil, Polizu, Suțu, Steriade și Văcărescu.
Neumeister a fost timp de șapte ani profesorul lui Alexandru Odobescu. În anul 1870, Odobescu i-a scris o scrisoare pastorului prin care l-a informat despre preocupările pe care le avea privind popularizarea informațiilor despre Tezaurul de la Pietroasa. Rudolf Neumeister se ocupa de mai mult timp de preoblematica tezaurului și ca urmare, a scris lucrarea Die Goldfunde von Petroasa in Rumänien, in Sonderheit weshalb sie hsissen „Schatz des Athanarich” sau în limba română -- Descoperirile de aur de la Petroasa din România, în special de ce sunt numite „Comoara lui Athanaric”. Rudolf Neumeister, pentru prima oară, a pus tezaurul în conexiune cu momentele importante care s-au derulat în secolul al IV-lea în istoria universală. El a fost cel care a enunțat pentru prima oară teza atribuirii comorii lui Athanaric, conducătorul vizigoților, care a trecut prin teritoriile care compun astăzi România. Ipoteza a fost preluată de Alexandru Odobescu, cel care a făcut o pasiune din cercetarea tezaurului, fapt pentru care a publicat monografia Le Trésor de Pétrossa apărută în perioada 1889 - 1900.
Pedagogul Rudolf Neumeister a publicat în anul 1864 cartea intitulată De două ori cincizeci și două istorii biblice pentru școală și familie într-un tiraj de  40.000  (sic)  exemplare.
În anul 1867, Neumeister a plecat definitiv din București.